# Marco Sala (Fußballspieler, 1886)

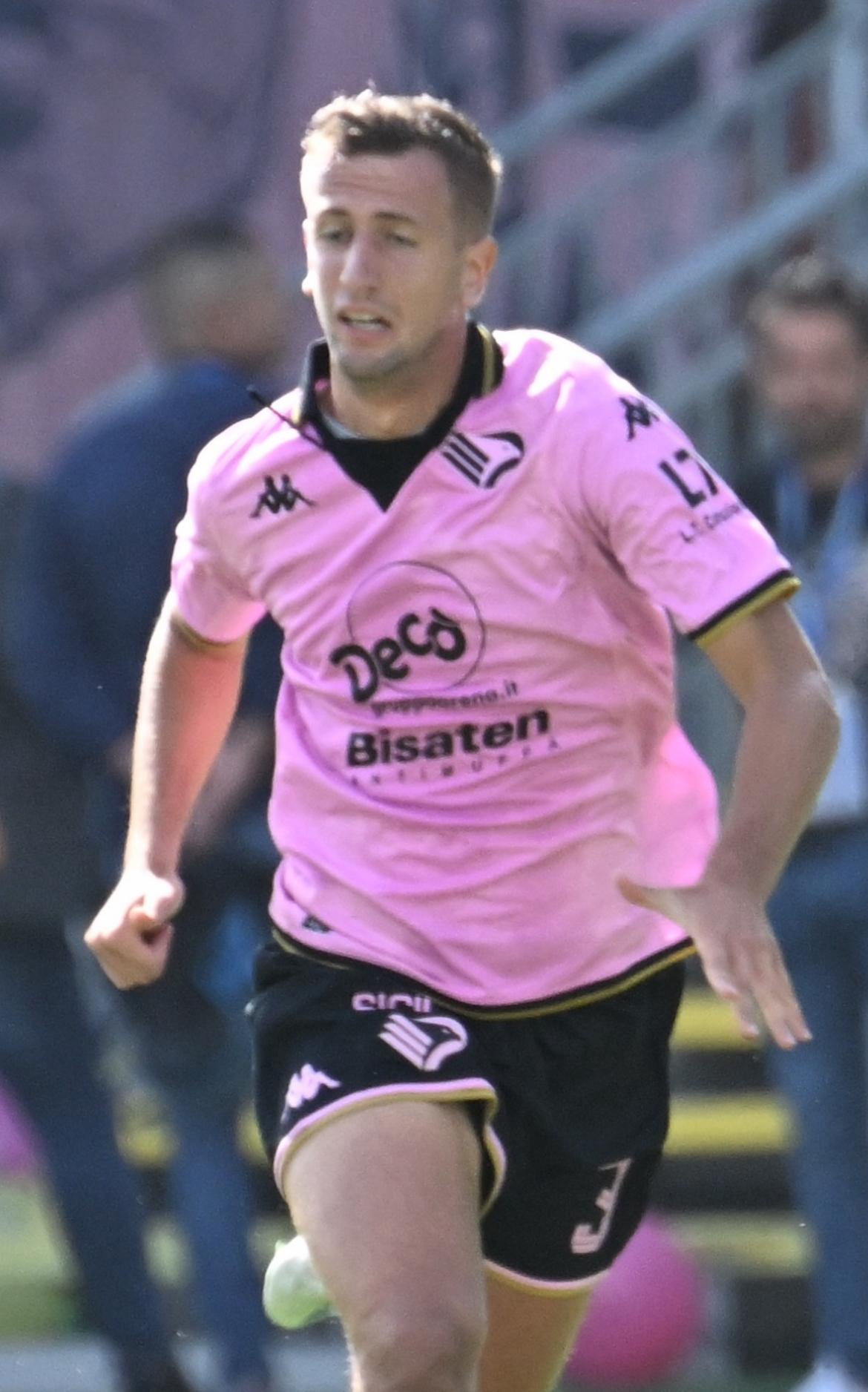
Marco Sala (1999)

Marco Sala (* 19. August 1886 in Cornate d’Adda; † 14. Dezember 1969 in Mailand) war ein italienischer Fußballspieler.
Marco Sala, genannt Marchino, war langjähriger Spieler des AC Mailand. Am 10. Januar 1909 gab er sein Debüt für Milan in der höchsten Spielklasse, die Prima Categoria, im Spiel gegen den Stadtrivalen Inter Mailand. Der AC Mailand entschied diese Partie mit 3:2 für sich. In den nächsten Jahren kam er auf der Position des Verteidigers regelmäßig zum Einsatz, bis 1916 der Ligabetrieb aufgrund des Ersten Weltkriegs unterbrochen werden musste. 1919 nahm Sala mit Milan wieder am Meisterschaftsbetrieb teil, spielte die Saison allerdings nicht zu Ende und absolvierte mit dem Punktspiel am 7. Dezember 1919 gegen den AC Pavia sein letztes Pflichtspiel in Diensten der Rossoneri. Anschließend kam er bis März 1921 nur noch in Freundschaftsspielen zum Einsatz. Zur Saison 1921/22 wechselte Sala zum Stadtrivalen Inter Mailand, für den er noch 18 Spiele in der Prima Categoria absolvierte und anschließend seine Karriere beendete. Ein Titelgewinn blieb ihm während seiner Laufbahn verwehrt.
Sala absolvierte ein Länderspiel für die italienische Nationalmannschaft. Am 17. März 1912 kam er im Freundschaftsspiel gegen die Équipe Tricolore für die Squadra Azzurra zum Einsatz. Die Italiener unterlagen in Turin mit 3:4.